# غزلا (كتشو)
غزلا (بالفارسية: گزلا) هي قرية تقع في إيران في قسم کتشو الريفي. يقدر عدد سكانها بـ 14 نسمة .